# Prečna ulica (Harry Potter)
Prečna ulica je eden najbolj živahnih delov čarovniškega Londona. Na njej so premnoge trgovine s šolskimi pripomočki, opremo za quidditch, obleko, čarobnimi palicami in mnogimi drugimi čarobnimi predmeti.
Vstop v Prečno ulico je mogoč le skozi Počeni Kotel, na dvorišču katerega je kamnit zid, na katerega je potrebno potrkati s čarobno palico.
Prečna ulica se križa z Nokturnovo ulico.